# Subsecretari de stat în Guvernul Ion Gh. Duca
În Guvernul Ion Gh. Duca au fost incluși și subsecretari de stat, provenind de la diverse partide.

## Subsecretari de stat
- Subsecretar de stat la Președinția Consiliului de Miniștri

Alexandru Mavrodi (14 noiembrie - 29 decembrie 1933)
- Subsecretar de stat la Președinția Consiliului de Miniștri

Nicolae Budurescu (14 noiembrie - 29 decembrie 1933)
- Subsecretar de stat la Ministerul de Interne

Victor Iamandi (14 noiembrie - 29 decembrie 1933)
- Subsecretar de stat la Ministerul de Interne

Dimitrie Iuca (14 noiembrie - 29 decembrie 1933)
- Subsecretar de stat la Ministerul de Externe

Savel Rădulescu (14 noiembrie - 29 decembrie 1933)
- Subsecretar de stat al Aerului din Ministerul Apărării Naționale

Radu Irimescu (14 noiembrie - 29 decembrie 1933)
- Subsecretar de stat la Ministerul de Finanțe

Victor Slăvescu (14 noiembrie - 29 decembrie 1933)
- Subsecretar de stat la Ministerul Industriei și Comerțului

George Assan (14 noiembrie - 29 decembrie 1933)
- Subsecretar de stat la Ministerul Agriculturii și Domeniilor

Ion Manolescu-Strunga (14 noiembrie - 29 decembrie 1933)
- Subsecretar de stat la Ministerul Agriculturii și Domeniilor

Mihail Negură (14 noiembrie - 29 decembrie 1933)
- Subsecretar de stat la Ministerul Instrucțiunii Publice, Cultelor și Artelor

Alexandru Popescu-Necșești (14 noiembrie - 29 decembrie 1933)
- Subsecretar de stat la Ministerul Muncii, Sănătății și Ocrotirii Sociale

Nicolae Maxim (14 noiembrie - 29 decembrie 1933)

## Sursa
- Stelian Neagoe - "Istoria guvernelor României de la începuturi - 1859 până în zilele noastre - 1995" (Ed. Machiavelli, București, 1995)